# 金雅朗
金雅朗（韓語：김아랑，1995年8月22日—），是韩国一位女子短道速滑运动员。

## 职业生涯
2014年，韩国女子短道速滑队在索契冬奥会获得3000M接力金牌。2018年，韓國女子短道速滑隊韓國平昌冬奧會蟬聯3000M接力金牌。

## 外部聯結
- 金雅朗的Instagram帳戶
- 金雅朗-国际滑冰联盟（ISU）